# Craugastor angelicus
Espèce
Synonymes
- Eleutherodactylus angelicus Savage, 1975

Statut de conservation UICN

 CR A2ace : 
En danger critique
Craugastor angelicus est une espèce d'amphibiens de la famille des Craugastoridae.

## Répartition
Cette espèce est endémique du Costa Rica. Elle se rencontre de 600 à 1 700 m d'altitude sur le volcan Poás et dans la cordillère de Tilarán.

## Publication originale
- Savage, 1975 : Systematics and distribution of the Mexican and Central American stream frogs related to Eleutherodactylus rugulosus. Copeia, vol. 1975, no 2, p. 254-306.